# Lo Torrentill (Vilamolat de Mur)
Lo Torrentill és un petit torrent del terme municipal de Castell de Mur, dins de l'antic terme de Mur, al Pallars Jussà, en terres de Vilamolat de Mur.
Situat a ponent de Vilamolat de Mur, es forma sota el Planell de Petit, a llevant de la Solaneta i a ponent de les Boïgues de Petit, passa ran de la Font Vella i s'aboca en la llau del Toll a ponent de los Pous de Miret.